# حرية الدين في جورجيا
ينص الدستور في جورجيا على ضمان حرية الأديان وتكفلها القوانين والسياسات في البلاد. أمّا في الممارسة العملية، فتحترم الحكومة الجورجية عمومًا الحرية الدينية، ومع ذلك، تتمتع الكنيسة الجورجية الأرثوذكسية الرسولية بوضع مميز في البلاد من حيث المسائل القانونية والضريبية، والمشاركة في المدارس العامة، والنزاعات المتعلقة بالممتلكات. ظهرت من قبل المواطنين المنتمين إلى القطاع الخاص، ومسؤولي الحكومة الجورجية، وقادة الكنيسة الأرثوذكسية الجورجية المحليين بعض الممارسات لمضايقة واضطهاد أفراد الأقليات الدينية والتدخل في أنشطة العبادة الخاصة بهم. لم تنجح حكومة البلاد في منع مثل هذه المضايقات بالرغم من دعواتها للتسامح واحترام التعددية الدينية.

## التاريخ
كان التأثير الديني للديانة المسيحية هو التأثير السائد في الإقليم –الذي يضم حاليًا جورجيا– منذ القرن الرابع الميلادي على أقل تقدير، إذ بدأت الديانة المسيحية بالانتشار منذ أن بدأت القديسة نينو بالوعظ في منطقة كارتلي (التي تضمّ حاليًا المناطق الشرقية والجنوبية من جورجيا، والمعروفة أيضًا باسم مملكة آيبيريا)، وكانت مسؤولة عن اعتناق الملك والملكة وأسرهم للديانة المسيحية. نُظمت الديانة المسيحية في كارتلي في بادئ الأمر عن طريق السلطة القضائية لكنيسة أنطاكيا، إلى أن تم تعيين جاثليق (كبير الأساقفة) لمدينة متسخيتا، الأمر الذي أعطى كنيسة مملكة آيبيريا درجة من الاستقلال الذاتي المحلي. تشكلت المملكة الجورجية الموحدة –التي تضم كارتلي وكلشيس (الواقعة غرب جورجيا الحالية)– بحلول عام 1008 تحت حكم باغرات الثالث. أصبحت الكنيسة في مملكة جورجيا الموحدة مستقلة (متمتّعة بحكم ذاتي) وتمّت ترقية جاثليقها (ميلتيزيديك الأول) إلى رتبة البطريرك، وحصل على لقب البطريرك الكاثوليكي لجورجيا.
تعرضت جورجيا بين القرنين الثالث عشر والثامن عشر للغزو عدّة مرات من قبل المغول والعثمانيين (الأتراك) والصفويين (الفرس)، وتجزّأت مملكة جورجيا بحلول نهاية القرن الخامس عشر. كانت الملكة كيتيفان المخراني شهيدة مسيحية بارزة في تلك الفترة، فقد تعرضت في عام 1624 للتعذيب حتى الموت بسبب رفضها لمطالب الحاكم الصفوي (عباس الأول) بالتخلي عن الديانة المسيحية والتحوّل إلى الإسلام.
احتلت الإمبراطورية الروسية في عام 1801 الممالك الواقعة في شرق ووسط جورجيا الحالية وضمتها لها، وألغت الحكم الذاتي الذي كانت تتمتع به الكنيسة الجورجية، ووضعت المنطقة تحت حكم الكنيسة الأرثوذكسية الروسية، ومُنع حينها استخدام اللغة الجورجية في الطقوس الدينية، وشوّهت العديد من المباني التابعة للكنائس في جورجيا وأصبحت بحاجة إلى ترميم. فرضت الكنيسة الأرثوذكسية الجورجية –بعد الإطاحة بالقيصر نيكولاس الثاني في عام 1917– استقلالها الكامل مرة جديدة، وعادت لتتعرض في عشرينيات وثلاثينيات القرن العشرين لمضايقات متجددة من قبل الاتحاد السوفييتي الواقع تحت حكم الزعيم السوفييتي –المولود في جورجيا– جوزيف ستالين. قام جوزيف ستالين بعدّة محاولات تهدف للتخفيف من ممارسات الاضطهاد التي قامت بها الدولة ضد الكنيسة الجورجية وغيرها، وذلك في إطار حملاته التي حاول من خلالها توحيد المواطنين السوفييت ضد التهديد النازي التي تعرضت له البلاد خلال الحرب العالمية الثانية، واعترف بشكل رسميّ باستقلال الكنيسة الأرثوذكسية الجورجية مرة أخرى في عام 1943. أعيد فرض القيود المفروضة على المنظمات الدينية بعد انتهاء الحرب، وأثر الفساد العام، الذي انتشر بين قيادات جمهورية جورجيا الاشتراكية السوفييتية في أوائل سبعينيات القرن العشرين، على مسؤولي الكنيسة في جورجيا.
انتقل إيليا الثاني بعد أن أصبح بطريركًا للكنيسة الأرثوذكسية الجورجية في عام 1977 إلى العمل على تجديد الكنيسة، إذ قام بترميم الكنائس المهجورة، وأمر ببناء العديد من الكنائس الجديدة كليًا. انضمت الكنيسة الأرثوذكسية الجورجية في عام 1962 إلى مجلس الكنائس العالمي، وشغل إيليا الثاني منصب رئيس المجلس بين عامي 1979 و1983. 
ازدادت سلطة ومكانة الكنيسة الأرثوذكسية الجورجية في المجتمع الجورجي بشكل ملحوظ بعد تنصيب إيليا الثاني كبطريرك لها في عام 1977. اعترفت البطريركية القسطنطينية المسكونية (الكنيسة الأولى بين نظيراتها من الكنائس الأرثوذكسية الشرقية) في عام 1990 بشكل رسمي بالاستقلال الذاتي للكنيسة الأرثوذكسية الجورجية، وأعطت إيليا الثاني لقب البطريرك الكاثوليكي لجورجيا. 

## القانون والسياسة
تنص المادة التاسعة من الدستور الحالي لجورجيا على الحرية الكاملة للمعتقد والدين. لكنه يعترف بنفس الوقت بـ «الدور الخاص الذي لعبته الكنيسة الأرثوذكسية الجورجية في تاريخ البلاد»، وينص على وجوب فصل الكنيسة الأرثوذكسية الجورجية عن الدولة. تم في عام 2002 التصديق على اتفاق خاصّ –بين الدولة الجورجية والكنيسة الأرثوذكسية الجورجية– يمنح الكنيسة وضعًا قانونيًا خاصًا، ويمنحها أيضًا حقوقًا لم تُمنح للجماعات الدينية الأخرى، بما في ذلك الحصانة القانونية لبطريرك جورجيا الأرثوذكسي، وإعفاء رجال دين الكنيسة الجورجية من الخدمة العسكرية، وإعطاء الكنيسة دورًا استشاريًا في التعليم وفي العديد من الهيئات الحكومية الأخرى. 
فشلت جهود الكنيسة الكاثوليكية الرومانية في عام 2003 بالتفاوض بشأن اتفاقها مع جورجيا، وذلك بعد خضوع الحكومة لضغوط من قيادة الكنيسة الأرثوذكسية الجورجية ومن الاحتجاجات الشعبية التي قيل أنّها نُظمت من قبل الكنيسة الأرثوذكسية الجورجية نفسها. سن البرلمان الجورجي في شهر يوليو من عام 2011 تشريعات تسمح للمنظمات الدينية بالتسجيل في الدولة بوصفها "هيئات قانونية بموجب القانون العام"، وهو توصيف أقرب للتوصيف الذي تتمتع به الكنيسة الأرثوذكسية الجورجية. انتقدت الكنيسة الأرثوذكسية الجورجية هذا القانون، وبذلت جهودًا حثيثة للتأثير على البرلمان للتصويت ضدّه، بحجة أنّ «هذا القانون سيتسبب في حدوث عواقب سلبية قريبًا، وستكون الدولة مسؤولة عنها»، لكنّ محاولاتها هذه قد باءت بالفشل. كان يُسمح –قبل سن هذه التشريعات الجديدة المتعلقة بالهيئات الدينية في عام 2011– للمجموعات الدينية (ما عدا الكنيسة الأرثوذكسية الجورجية) بالتسجيل في مؤسسات الدولة باعتبارها «كيانات قانونية غير تجارية بموجب القانون الخاص»، وهو مشابه للوضع القانوني الخاص بالمؤسسات الخيرية والمنظمات غير الحكومية، الأمر الذي اعتبرته بعض الكنائس أمرًا مرفوضًا وانتهى بها المطاف برفض التقدم بطلب التسجيل في مؤسسات الدولة. شمل النقاش العام حول القانون الجديد، الحديثَ عن مخاوف استخدام الكنيسة الرسولية الأرمنية لوضعها القانوني المُعدّل الجديد في استئناف اعتراضها على ملكية الكنيسة الأرثوذكسية الجورجية للعديد من الكنائس التي تطالب بها كلّ من الكنيستين آنفتي الذكر. 
واجهت العديد من الكنائس –على عكس الكنيسة الأرثوذكسية الجورجية– صعوباتٍ في محاولات استعادة ممتلكاتها التي صودرت خلال حملات القمع السوفييتية ضد المظاهر الدينية، خصوصاً في الحالات التي تشمل نزاعاتٍ على المكلية بين الكنيسة الأرثوذكسية الجورجية وجماعات دينية أخرى. اقترح مسؤولو الكنيسة الكاثوليكية الرومانية، والكنيسة الرسولية الأرمينية فكرة خوف مسؤولي الحكومة الجورجية المشاركين في حل النزاعات المتعلقة بملكية الكنائس من الإساءة إلى الناخبين الأرثوذكس في حال حكمهم لصالح الكنائس الأخرى ضد الكنيسة الأرثوذكسية الجورجية. تم الإبلاغ في عام 2012 أيضًا عن حالات حُرم فيها شهود يهوه من تأمين بديل لتأدية الخدمة العسكرية الإلزامية (التي رفضوا تأديتها لأسباب تتعلق بالضمير)، ومُنع في بعض الحالات الأخرى وضع مواعيد بديلة للطلاب المنتمين إلى الطائفة البروتستانتية السبتية للامتحانات المصادفة لأيام السبت، وحرمان المسلمين واليهود من تأمين أماكن عبادة خاصًة بهم أو وجبات غذائية متوافقة مع قناعاتهم الدينية في السجون. 